# Гурджара-Пратихара
Гурджа́ра-Пратиха́ра (хинди गुर्जर प्रतिहार) — индийская династия, правившая большей частью территории Северной Индии с VI по XI век. В период наивысшего расцвета (около 836—910 гг.), империя Гурджара-Пратихара по занимаемой территории могла сравниться с империей Гупта. Согласно легенде, описанной в эпосе «Притхвирадж-расо», Пратихары принадлежали к раджпутскому клану агникула, появившемуся из жертвенного огня на горе Абу, заложенного великим риши Васиштхой. Столицей империи Пратихаров был город Каннаудж.
Правители Гурджара-Пратихара в X веке называли себя Махараджадхираджа Арьяварта (то есть Повелители Северной Индии).

## Этимология
Слово «Пратихара» означает «защитник» или «тот, кто берёт на себя врагов, противников» и использовалось правителями Гурджара-Пратихара как самоназвание. Это происходит от буддийского термина «Пратихарья», который цитируется во многих буддийских сутрах как титул защитников Арьяварты. Пратихары претендовали на происхождение от мифического героя Лакшмана, который выполнял обязанности стража («пратихара») по отношению к  старшему брату Раме. Таким образом они были царями солнечной династии по взглядам традиционных индусов.
В 1966 году в книге, опубликованной Управлением по связям с общественностью Раджастхана упоминается, что правители этой династии стали известны как Пратихара, потому, что они защищали северо-западные границы Индии от иноземных захватчиков.

## Происхождение
В соответствии с легендами из манускрипта «Притхвирадж-расо», Пратихары — потомки огненной династии агникула, раджпутов, что вышли из жертвенного огня на горе Абу. Но эта версия отсутствует в старейшем списке рукописи «Притхвирадж-расо» из библиотеки форта Биканер.
Такие учёные, как Д. Б. Бхандаркар, Байдж Натх Пури и Август Хернле считают Пратихаров потомками Гуджаров. Пратихарская династия называется Гурджара Пратихаранваях, то есть Пратихарский клан Гурджаров, в четвёртой строке «Раджорской надписи (Алвара)». Историк Рама Шанкар Трипатхи утверждает, что Раджорская надпись подтверждает гурджарское происхождение Пратихаров. В 12-й строке этой надписи слова переводятся как «вместе со всеми соседними полями, возделываемыми гурджарами». Здесь чётко говорится о национальной принадлежности культиваторов — они гурджары. Раштракутские записи и такие арабы, как Абу Заид и Аль-Масуди (которые ссылаются на битвы с Джузрами или Гурджарами севера), указывают на гурджарское происхождение Пратихара. Канареский поэт Адикави Пампа специально называет Махипала I — Гхурджрараджа. Этот эпитет трудно применить к нему, если термин Гхурджрараджа имеет чисто географическое значение, так, земли гурджаров были лишь частью империи Махипала I. Трипати считает, что все эти свидетельства указывают на происхождение Пратихаров из Гурджаров.
Винсент Смит верил, что Пратихара были в основном гурджарского происхождения, и другие агникульские кланы, возможно, были такого же происхождения. Тем не менее, Г. А. Роуз и Дензил Иббетсон заявляли, что нет убедительных доказательств, что агникульские раджпуты происходят от гурджаров; они считали, что скорее местные племена приняли гурджарские имена, когда попали в феодальную зависимость от гурджарских правителей. Дасратх Шарма считал, что гуджары населяли территорию и признал, что хотя бы некоторые части Пратихаров (например, та, к которой принадлежал Матханадева) были Гуджарами по касте, но имперские Пратихары Каннауджа не были гуджарами. Тем не менее, в ранних эпиграфических записях гурджаров Броача Дадда описывается как принадлежащая Гурджара-нрпати-вамса, что, как Калуква-вамса или Рагхувамса, относится не к стране, но к семейству; то есть «гурджар» относится к людям, а не к стране. Гурджратра, Гурджара-бхуми или Гурджара-мандала, таким образом, обозначает только землю или мандалу гурджаров.

## Правители
| Имя                  | Годы Правления |
| -------------------- | -------------- |
| Дадда I              | 430-460        |
| Джаябхата I          | 460-478        |
| Дадда II             | 478-495        |
| Завоевано Майтраками | 495-575        |
| Дадда III            | 575-610        |
| Джаябхата II         | 610-629        |
| Дадда IV             | 629-650        |
| Джаябхата III        | 650-660        |
| Дадда V              | 660-704        |
| Джаябхата IV         | 704-736        |
| Нагабхата I          | 736-760        |
| Какушта              | 760-770        |
| Девараджа            | 770-780        |
| Ватсараджа           | 780-800        |
| Нагабхата II         | 800-833        |
| Рамабхадра           | 833-836        |
| Михра Бходжа I       | 836-885        |
| Махендрапала I       | 885-910        |
| Бходжа II            | 910-913        |
| Махипала I           | 913-944        |
| Махендрапала II      | 944-948        |
| Девпала              | 948-954        |
| Винаякпала           | 954-955        |
| Махипала II          | 955-956        |
| Виджаяпала II        | 956-960        |
| Раджапала            | 960-1018       |
| Трилочанпала         | 1018-1027      |
| Джасапала (Яшпала)   | 1024-1036      |

### Ранние правители
Харичандра, как говорят, основал эту династию в VI веке. Он создал маленькое царство в Бхинмале около 550 года н. э., после падения империи Гупта. Потомки Харичандры Гурджара-Пратихара основали государство Марвар, на базе Мандора близ современного Джодхпура, который стал доминировать в Раджастхан. Пратихары Марвара также построили город-храм Осиан.

### Экспансия
Нагабхата I (730—756 гг.) расширил свои владения на восток и юг от Мандора, завоевал мальвудо Гвалиор и порта Бхаруч в Гуджарат. Он сделал столицей Аванти в Мальве, и препятствовал расширению арабских владений в Синде. В Битве за Раджастхан (738 год н. э.) коалиция под руководством Нагабхаты разбила войска арабского халифата, которые прошли с победами Западную Азию и Иран. Нагабхате I наследовали два слабых царя, после которых престол занял Ватсраджa (775—805 гг.).

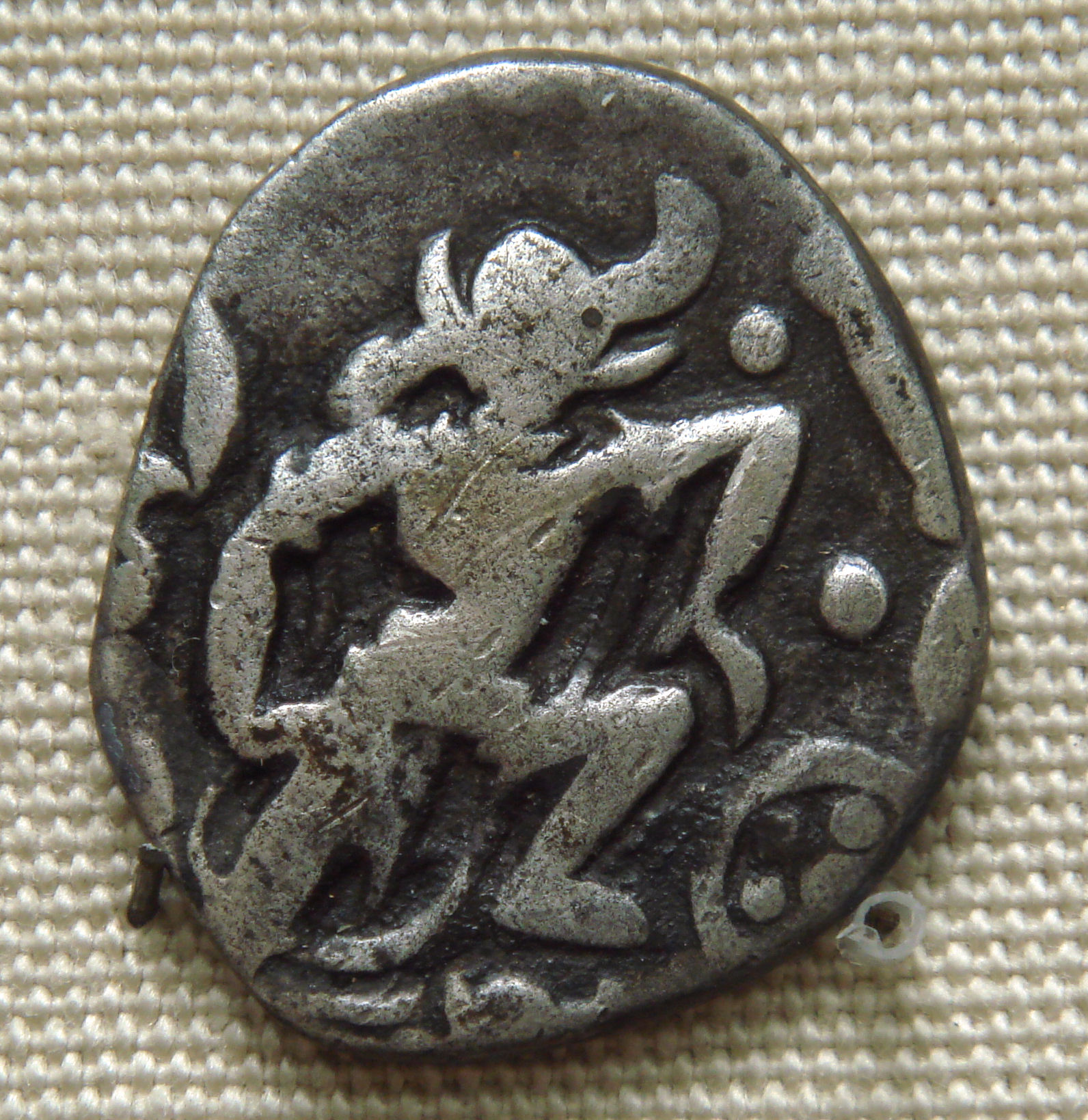
Вараха (вепреголовый аватар Вишну), на Пратихарской монете. 850—900 годы н. э. Британский музей.

### Завоевание Каннауджа и дальнейшая экспансия
Ватсраджа пытался захватить Каннаудж, который в 7 веке был столицей империи Харша. Его амбиции привели Пратихару к конфликту с Палами Бенгалии и Раштракутами северного Деккана, войны с этими противниками, за контроль над Северной Индией, продлились 200 лет. Ватсраджа смог остановить и правителя Пала Дхармапала и Данти Дурга — царя Раштракуты и завладеть Каннауджем. Около 786 года правитель Раштракуты Дхрува (около 780—793 гг.) пересёк Нармаду в Мальве, и с тех пор пытался захватить Каннаудж. Ватсраджа был разбит Дхрувой около 800 года. Васраджинаследовал Нагабхата II (805—833). Нагабхата II поначалу был разбит правителем Раштракуты Говинда III (793—814), но затем отнял Мальву у Раштракута, завоевал Каннаудж и Индо-Гангскую равнину до Бихара, где правили Палы, и снова остановил мусульман с запада. Он перестроил великий храм Шива Сомнатх в Гуджарате, который был разрушен арабами из Синда. Каннаудж стал центром империи Гурджара-Пратихара, которая занимала большую часть Северной Индии примерно с 836 по 910 год.
Рамбхадра (833 — около 836 гг.) правил недолго после Нагабхата II. Бходжа I или Михир Бходжа (около 836—886 гг.) расширил империю Гурджар на запад до Синда, на восток до Бенгалии, и на юг до Нармада. Его сын Махендерпала I (890—910) продолжил завоевания Магадха, Бенгалии и Ассама.

### Упадок
Бходжа II (910—912) был свергнут Махипала I (912—914). Вскоре крупные феодалы почувствовали слабость центральной власти и объявили о своей независимости, особенно Парамары из Малвы, Чанделы из Бунделкханда и Калачури из Махакошала. Раштракутский император Индра III (около 914—928 гг.) быстро захватил Каннаудж в 916 году, и хотя Пратихары отбили город, их позиции слабли весь X век, что отчасти было связано с усилением тюркских мусульманских династий на западе и восстановлением Пала на востоке. Гурджара-Пратихара потеряла Раджастхан, и Чанделы захватили стратегический форт Гвалиор в Центральной Индии около 950 года. К концу X века Гурджара-Пратихара сократилась до маленького государства вокруг Каннауджа. Махмуд Газневи разграбил Каннаудж в 1018 году, и пратихарский правитель Раджапала пал. Чандельский правитель Гауда захватил и убил Раджапалу, поставив править сына Раджапала Трилочанпала на замену. Джасапала, последний гурджарский правитель Каннауджа, умер в 1036 году.
Можно понять из арабских источников, что армии мусульманских завоевателей очень боялись мощи Гурджара-Пратихара.
Персидский учёный Ибн Руста оценил Пратихарского правителя Михир Бходжа I в своём труде Китаб аль-Алак ан-Нафиса так:[уточнить]
В Аль-Хинд есть Малик (правитель), который завётся Аль-джузар (Гуджар). Такова авдл (справедливость) в его империи: если золото упало на дорогу, то никто не возьмёт и не украдёт его. Его империя очень обширна.  Арабские торговцы приходят к нему, он делает ашан (благосклонность) им, покупает у них товар; покупка и продажа производятся золотой монетой называемой татри. Когда арабы просили дать им стражников, он ответил, что в  его империи нет воров. Если будет какой-то инцидент или потеря их добра, товаров и денег, я ручаюсь. Придите ко мне, я заплачу компенсацию.

## Искусство Гурджара-Пратихара
Правители Гурджара-Пратихара патронировали искусство, архитектуру и литературу. Михир Бходжа I был выдающимся правителем династии. Знаменитые скульптуры того периода, включая Висварупа в форме Вишну и Свадьба Шивы и Парвати из Каннауджа. Красивые резные панели того периода можно найти на храмах Осиана, Абханери и Коты. Женские фигуры, называемые Сурсундари, выставленные в Гвалиорском музее, одно из самых чарующих произведений искусства.

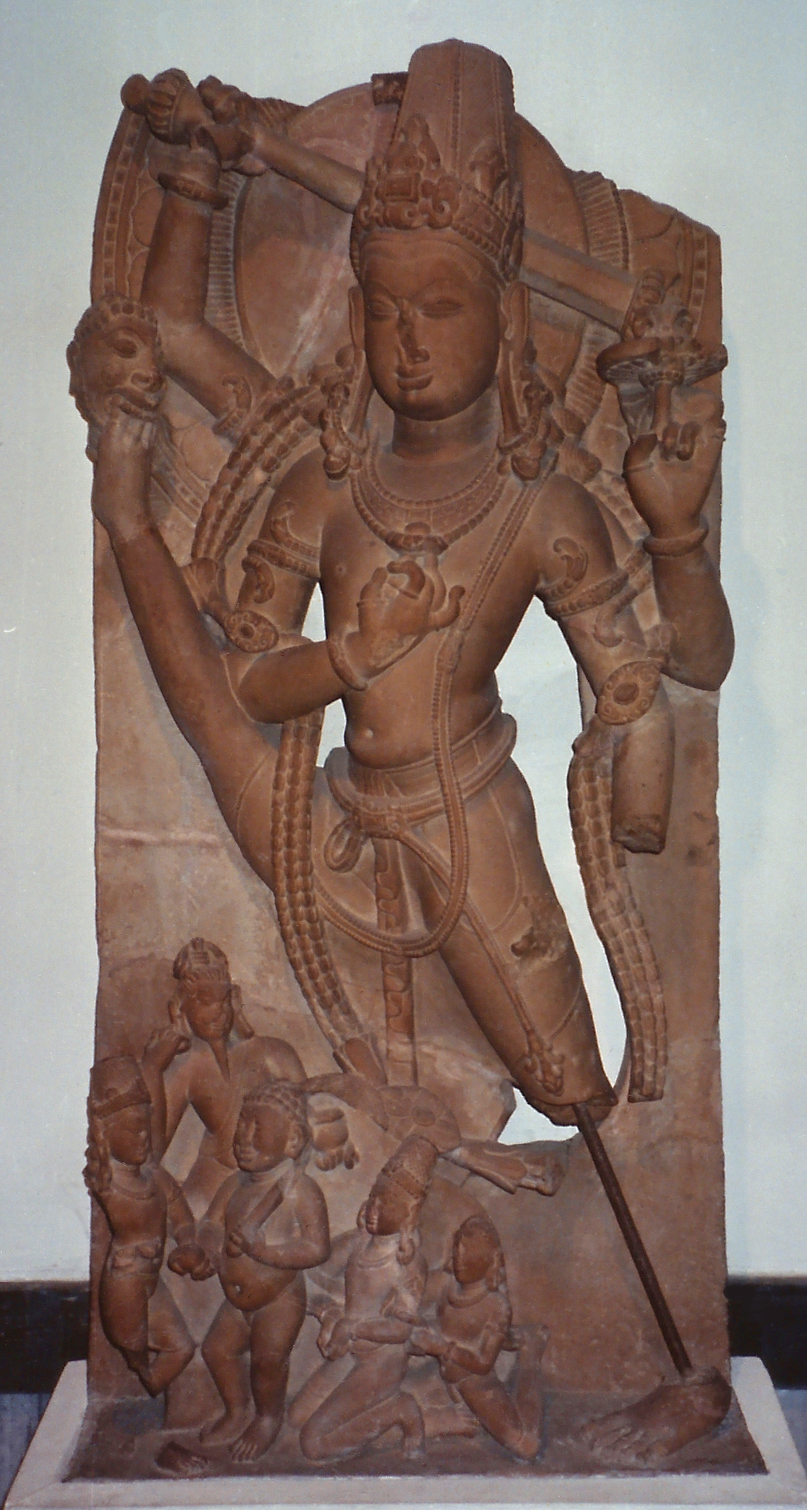
Образец Пратихарского искусства. Вишну из Кашипура, XI век. Национальный музей Индии

Изображение стоящей Лакшми Нараяна (Лист 42) из Агроха, сейчас выставлено в Чандигархском музее, также чудесный кусочек искусства Гурдажара-Пратихарского периода. Они известны открытыми храмами-павильонами. Вершина развития храмовой архитектуры империи имеет место в Кхаджурахо. Гурджар-Пратихарские правители также построили множество Джайнских храмов.

## Битва за Раджастхан

Каннауджский треугольник

Джунаид, наследник Мухаммад ибн Касима, наконец сломил сопротивление индусов Синда. Получив преимущество в Западной Индии, через покорение нескольких маленьких государств, Джунаид вторгся в Индию в 738 году н. э. Разделив армию надвое, он разграбил некоторые города южного Раджастхана, западной Малвы и Гуджарата.
Индусские источники подтверждают успехи арабов в покорении маленьких государств Гуджарата. Также отмечены поражения арабов в двух местах. Южная армия продвинулась в Гуджарат и была отражена у Навсари Соланки и Раштракутами. Армия, что направилась восточнее, после разграбления некоторых мест, прибыла к Аванти, правитель которой, Нагабхата (Гурджар-Пратихара), разбил и вынудил отступить захватчиков. Победа Нагабхаты позволила ему взять под свой контроль мелкие княжества на границе с Синдом.
Джунаид возможно погиб от ран полученных в битве с Гурджарами. Его наследник Тамин собрал новую армию и попытался отомстить за смерть Джунаида в конце 738 года н. э. Но к этому времени Нагабхата I, с его Чауханами и Гухилотами, уже встретил мусульманскую армию до того, как она покинула границу Синда. Арабы были разбиты и бежали в центр Синда, преследуемые Гурджарами.
По словам арабского хрониста: убежище, в которое Мусульмане могли бы бежать, не было найдено. Арабы были вынуждены пересечь Инд, оставив восточный берег победоносным индусам. Местные вожди почувствовали, что теперь у них есть шанс добиться независимости. Впоследствии арабы построили город Мансурах на другой стороне широкого и глубокого Инда, который хранил их от атак. Он стал их новой столицей в Синде.
В Гвалиорской надписи записано, что император Гурджара-Пратихара Нагабхата I сокрушил большую армию могущественного Млечехского царя. Эта большая армия состояла из кавалерии, пехоты, осадной артиллерии и, возможно, всадников на верблюдах. Новый губернатор после Тамина привёл сирийских кавалеристов из Дамаска, местный арабский контингент, обращённых индусов Синда и наёмников, особенно тюрок. Всего было около 10-15 тысяч всадников, 5000 пехоты и 2000 верблюдов.
Арабский хронист Сулейман описывает армию Пратихарской империи около 851 года н. э.: Правитель Гурджаров содержит многочисленные войска и ни у кого из индийских князей нет такой хорошей кавалерии. Он не дружественен к арабам, хотя он признаёт, что царь арабов — величайший правитель. Среди князей Индии нет большего врага исламской веры, чем он. Он располагает богатством, и его верблюды и кони многочисленны.
Ко времени Битвы за Раджастхан Гурджара-Пратихары только что пришли к настоящей власти. И Нгабхата был их первым значимым правителем. Описания показывают, что основой его армии была кавалерия, хотя другие индийские правители предпочитали сражаться сидя на слонах и ставить их в центр армии, пехоту позади, кавалерию на флангах и в авангарде.
Ко времени битвы у Гурджара-Пратихара было 5000 кавалеристов, а их Чауханские и Гухилотские союзники могли прислать по 2000 кавалеристов каждый, кроме того, добавлялась пехота, верблюды и слоны. Таким образом, можно вполне доверять рассказам индусов и мусульман о превосходной кавалерии Пратихаров.

## Последующие события
Победа в войне позволила Гурджара-Пратихара распространить свою власть на всю Индию. Гухилоты под предводительством Баппа Равал захватили Читтор и Чауханы основали княжество в Раджастхане. Эти кланы были подчинены Пратихарским господам в сложной иерархической системе кланов (неверно называть это феодализмом), и наследственно владели землями и фортами.
Арабы Синда долго восстанавливались после поражения. В начале IX века губернатор Башар осуществил вторжение в Индию, но был разбит Нагабхатта II и его подчинёнными, Говиндраджа Чауханом и Кхаммана II Гухилотом. После этого, как признавали арабские хронисты, халиф Махди «отказался от проектов завоевания любой части Индии».
Арабы Синда растратили все силы и раскололись на два враждующих государства: Мансурах и Мултан, и оба платили дань Гурджара-Пратихарам. Кроме того, местное сопротивление в Синде получило надежду после побед Гурджара-Пратихара, что привело к появлению полуобращённых династий Сумров и Саммов.

## Наследие
Отмечая важность империи Гурджара-Пратихара в истории Индии, доктор Р. Ч. Маджумдар отмечал: «Империя Гурджара-Пратихара, которая прожила в полной славе около века, была последней великой империей северной Индии до мусульманского завоевания. Эта слава приписывается империи Харши многими историками из-за его репутации, но без реальных обоснований, хотя Пратихарская империя была, возможно, обширнее, по крайней мере, не меньше, соперничала с Гуптами и принесла политическое единство и благосостояние во многие части Северной Индии. Но главные похвалы им достаются в результате успешного отражения нашествия с запада, с дней Джунаида. Это было откровенно признано самими арабскими писателями.»
Историки Индии со времён Эльфинстона были удивлены медлительностью арабов в покорении Индии, тогда как они были быстры в других странах. Часто выдвигались сомнительные аргументы для объяснения этого. Сейчас, чаще всего, считают, что армия Гурджара-Пратихаров остановила захватчиков в пределах Синда. В свете последующих событий, это часто рассматривается, как «Главный вклад Гурджара-Пратихара в историю Индии».